# Ermida de São Mateus (Altares)
A Ermida de São Mateus é uma é uma ermida portuguesa localizada na freguesia dos Altares, concelho de Angra do Heroísmo, ilha Terceira, arquipélago dos Açores.
Esta Ermida de São Mateus encontra-se localizada no sítio do Outeiro de São Mateus e é vizinha da Igreja Paroquial de São Roque. A sua construção é muito antiga, datando de 1530 e foi mandada erguer por Margarida Valadão, filha de João Valadão, um dos primeiros povoadores da ilha Terceira e que foi casada com Martim Simão, homem que deu o nome ao Pico de Martim Simão, na mesma localidade dos Altares.
Desde o Século XVI e durante muitos séculos foram feitos todos os anos romagens a esta ermida em agradecimento de graças recebidas. Desta ermida, actualmente pouco mais resta do que vestígios arqueológicos. Fica no entanto o seu registo para a lista de património dos Açores.